# Jafur
Jafur (arab. يعفور) – miejscowość w Syrii w muhafazie Damaszek. W 2004 roku liczyła 4638 mieszkańców.